# Джеррі Брудос
Джером Генрі «Джеррі» Брудос (31 січня 1939 — 29 березня 2006) — американський серійний вбивця та некрофіл, жертвами якого стали принаймні чотири жінки в Орегоні між 1968 і 1969 роками.

## Ранні роки
Джеррі Брудос народився у Вебстері, штат Південна Дакота. Він був наймолодшим з двох синів. Його мати хотіла дівчинку, тому була дуже незадоволена появою ще одного сина. Джеррі постійно ставав жертвою емоційного та фізичного насильства з боку матері. У дитинстві родина часто переїжджала по Тихоокеанському північному заході, перш ніж оселитися в Сейлемі, штат Орегон.
Після гри на місцевому звалищі з черевиками на шпильках у 5-річного Брудоса розвився фетиш на жіноче взуття. Повідомляється, що він намагався вкрасти взуття своєї вчительки першого класу. Брудос також мав фетиш на жіночу білизну та стверджував, що в дитинстві він крав білизну у сусідок. У підліткові роки він проходив лікування у психотерапевтичних і психіатричних лікарнях.
У підлітковому віці Брудос почав переслідувати місцевих жінок. Жертви він збивав з ніг або душив до втрати свідомості та тікав з їхнім взуттям. 17-річним він викрав і побив молоду жінку, погрожував зарізати її, якщо вона не виконає його сексуальні вимоги. Незабаром після 9-місячного арешту його відправили в психіатричне відділення лікарні в Орегоні. Там виявилося, що сексуальні фантазії Брудоса оберталися навколо його ненависті до матері та жінок загалом. Після психіатричного обстеження йому поставили діагноз «шизофренія». Попри перебування Брудоса в закладах закритого типу він закінчив середню школу зі своїм класом у 1957 році. Невдовзі після закінчення школи він став техніком-електронником.
У 1961 році Брудос одружився з 17-річною Дарсі, у них народилося двоє дітей, і вони оселилися в передмісті Сейлема. Він попросив свою наречену виконувати хатню роботу без одягу лише в туфлях на високих підборах, в цей час він фотографував її. Приблизно в цей період він почав скаржитися на мігрені та «затьмарення свідомості». Симптоми він полегшував нічними крадіжками взуття та мереживної білизни. Брудос переживав трансвеститський період, коли він використовував жіночу іпостась як форму механізму втечі. Брудос зберігав взуття, спідню білизну та (на певний час) тіла своїх жертв у гаражі, куди він не дозволяв заходити своїй дружині без попередження по селектору.

## Вбивства та ув'язнення
Між 1968 і 1969 роками Брудос побив і задушив чотирьох молодих жінок і спробував напасти на двох інших:
- Лінда Слоусон, 19 років, продавчиня енциклопедій, яка постукала у двері Брудоса 26 січня 1968 року. Брудос заманив її в підвал, поки в будинку були дружина з дітьми, вбив дерев'яною дошкою та задушив. Він одягнув її в різну жіночу білизну та взуття, які він вкрав, тіло ставив в провокаційні пози та ножівкою відрізав їй ліву ногу, яку зберігав у морозилці та використовував для моделювання своєї колекції взуття на високих підборах. Тіло викинув у річку Вілламетт.
- Джен Сьюзен Вітні, 23 роки, автомобілістка, чия машина зламалася на міжштатній автомагістралі 5 між Сейлемом й Олбані 26 листопада 1968 року. Брудос запропонував відвезти її до нього додому, щоб вона змогла викликати евакуатор. Ще в машині він задушив її шкіряним ременем і зґвалтував. Кілька днів він тримав тіло підвішеним на шківі у своєму гаражі, протягом яких одягав, фотографував і займався сексом. Цього разу Брудос відрізав одну з її грудей і зробив з неї смоляну форму, яку використовув як преспап'є. Після цього він прив'язав тіло до шматка заліза та кинув у Вілламетт разом із ногою Слоусон, яка згнила.
- 18-річну Карен Спрінкер Брудос викрав, погрожуючи зброєю, з автостоянки біля універмагу 27 березня 1969 року. Під час нападу він був одягнений у жіночий одяг. Він відвіз її до свого гаража, змусив приміряти його колекцію спідньої білизни та позувати, поки він фотографував її, потім зґвалтував і задушив, подвісивши за шию на блоку. Брудос кілька разів займався сексом з тілом і відрізав їй груди, щоб зробити пластикові форми. Після цього він прив'язав тіло до шестициліндрового двигуна автомобіля нейлоновим шнуром і кинув у Вілламетт.
- 24-річну Шерон Вуд намагався викрасти, погрожуючи зброєю, з підземного паркування в Портленді 21 квітня 1969 року.
- Здійснив спробу викрадення 15-річної Глорії Джин Сміт 22 квітня 1969 року.
- 22-річна Лінда Салі була викрадена на автостоянці торгового центру 23 квітня 1969 року. Брудос привіз її до свого гаража, де зґвалтував і задушив, а потім грався з трупом. Він вирішив не відрізати її груди, тому що вони були «надто рожевими», а замість цього марно застосував електричний струм, змушуючи тіло «стрибнути». Після цього він прив'язав тіло нейлоновим шнуром до коробки передач автомобіля та кинув у Вілламетт.

Після вбивства Брудос вдягався у взуття на високих підборах і мастурбував. У травні 1969 року рибалка знайшов тіла Салі та Спрінкер в річці Лонг Том. Поліція розпитала студентів університетського містечка, розташованого неподалік, про підозрілих чоловіків. Одна студентка розповіла про Брудоса, який кілька разів телефонував їй, щоб запросити на побачення. Брудос дав поліції фальшиву адресу, що посилило їхні підозри. У його гаражі правоохоронці виявили мідний дріт, який, як було встановлено, був перерізаний тим самим інструментом, що й шнури, якими зв'язували тіла. Брудоса заарештували, він повністю зізнався.
28 червня 1969 року Брудос визнав себе винним у трьох вбивствах першого ступеня (Спрінкер, Вітні та Салі) та був засуджений на три довічні ув'язнення у в'язниці штату Орегон. Хоча він зізнався у вбивстві Слоусон, його ніколи не судили та не засуджували за це, тому що він не робив і не зберігав фотографії тіла, на відміну від інших випадків, окрім її ноги. Тіло Вітні було знайдено через місяць після засудження Брудоса приблизно в милі за течією від місця, де, за його словами, він його викинув.
Під час ув'язнення Брудос зберігав у своїй камері купи каталогів жіночого взуття. Він писав великим компаніям із проханням про них і стверджував, що вони є його заміною порнографії. Він подав незліченну кількість апеляцій, зокрема одну, в якій стверджував, що його фотографія разом з одним з трупів жертви, не може довести його провину, оскільки це не було тіло людини, за вбивство якої він був засуджений. У 1995 році комісія з умовно-дострокового звільнення сказала Брудосу, що він ніколи не вийде на волю.

## Хвороба та смерть
Брудос помер у в'язниці 28 березня 2006 року від раку печінки. На момент смерті він був найтривалішим ув'язненим у Департаменті виконання покарань Орегону (загалом 37 років, з 1969 по 2006 рік).

## У популярній культурі
- Брудоса зображує актор Геппі Андерсон в оригінальному серіалі Netflix «Мисливець за розумом» у сезоні 1, епізодах 7 і 8.
- Акторська робота Теда Левайна у «Мовчанні ягнят» ґрунтувалась на Брудосі[12].
- Брудос згадується в альбомі 2003 року «Murder Metal» американського екстремального метал-гурту «Macabre».
- Джоан Роулінг заявила, що серійний вбивця в її романі «Бентежна кров» був частково заснований на Брудосі[13].